# Zanclea dubia
Zanclea dubia is een hydroïdpoliep uit de familie Zancleidae. De wetenschappelijke naam van de soort werd in 1959 gepubliceerd door Kramp.